# Eléazar ou la Source et le Buisson
Eléazar ou la Source et le Buisson est un roman de Michel Tournier, publié en 1996.
Ce roman d'une grande concision (139 pages) est le dernier de Michel Tournier.

## Résumé
Le récit raconte le voyage d'une famille de colons du XIXe siècle irlandais en marche vers la Californie, nouvelle terre promise. 

## Thème
Cette reprise du mythe de Moïse explore la question du refus de Dieu qui ne permet pas à Eléazar/Moïse d'entrer dans la Terre Promise : il restera dans l’âpre Sierra Nevada du buisson ardent, loin des sources irlandaises et privé du lait et du miel de Canaan.